# King Fleming
Walter „King“ Fleming  (* 4. Mai 1922 in Chicago, Illinois; † 1. April 2014 in Manteno, Illinois) war ein US-amerikanischer Jazz- und Rhythm and Blues Pianist und Bandleader.

## Karriere
Walter Fleming spielte an der Highschool Posaune und studierte anschließend am Midwest College of Music. Danach leitete er einige lose Formationen, bevor er 1942 King Fleming and His Swing Band gründete. Nachdem er im Juli 1943 zum Militärdienst eingezogen worden war, spielte seine Band unter der Leitung anderer Bandmitglieder weiter. Nach seiner Entlassung aus der Armee 1945 war Fleming als Sessionmusiker in Los Angeles tätig, spielte bei Johnnie Alston & His All Stars, mit denen er Wynonie Harris bei Aufnahmen für Apollo begleitete; außerdem spielte er mit Addison Farmer. 1946 gehörte er der Swing-Band Oliver „King“ Perry's Pied Pipers an. Anschließend kehrte er nach Chicago zurück, um dort ab 1947 mit seiner eigenen Formation, den King Fleming's Four aufzutreten.
1950 gehörte er dem Dallas Bartley Quartett an, in dem auch der Schlagzeuger Oliver Coleman spielte und war als Sessionmusiker für verschiedene Vokalgruppen tätig, wie den Dozier Boys bei deren Aufnahmen für Chess Records. Danach spielte er mit Oliver Coleman's Palmaires.  1954 entstanden seine ersten Aufnahmen unter eigenem Namen für das Label Blue Lake; mit dabei als Bandsängerin Lorez Alexandria und als Saxophonist John Neely. 1955 nahm er für Chess als King „Flemings“ auf („Stompin’ at the Savoy“); 1957 begleitete er mit seiner Band Lorez Alexandria bei ihren beiden ersten eigenen Alben für King Records und arbeitete mit Muhal Richard Abrams, der einige Arrangements für eine von King Fleming geleitete Big Band schrieb. Zwischen 1960 und 1965 nahm er drei Pianotrio-Alben für Argo und Cadet Records auf, den Sublabels von Jazz des Chess-Labels. In den folgenden Jahren trat er vorwiegend im Raum Chicago mit seinem Trio auf, ohne dass ihm weitere Aufnahmen möglich waren. Erst 1996 entstand ein neues Album, als er für Southport Records aufnahm.

## Diskographie
- 1961: Misty Night - King Fleming Trio
- 1962: Stand By
- 1996: King! The King Fleming Songbook
- 2000: The King and I